# Indalsälven
Indalsälven è un fiume della Svezia centrale che attraversa le contee di Jämtland e Västernorrland.